# Pozuel del Campo
Pozuel del Campo è un comune spagnolo di 114 abitanti situato nella comunità autonoma dell'Aragona.